# Glaucoma de células fantasma
El glaucoma de células fantasma es un tipo de glaucoma poco frecuente descrito por Campbell en 1976. Se produce como consecuencia de una hemorragia vítrea y el paso posterior de glóbulos rojos a la cámara anterior del ojo donde obstruyen el trabeculum, que es lugar en el que se reabsorbe el humor acuoso. Este hecho desencadena hipertensión ocular y glaucoma.

## Fisiopatología
Cuando se produce una hemorragia en el humor vítreo, los hematíes o glóbulos rojos acaban por degenerar y se transforman en unas células esféricas y rígidas que se llaman células fantasma. Si estas células abandonan el cuerpo vítreo por un defecto de la membrana hialoides que lo envuelve, pueden pasar a otra zona del ojo que se llama cámara anterior.
Las células fantasmas a diferencia de los hematíes normales tienen debido a su rigidez una gran capacidad para obstruir la circulación del humor acuoso en la cámara anterior del ojo, lo que origina una hipertensión ocular y una crisis de glaucoma que puede causar un déficit importante de la capacidad visual. Estas células se forman unas dos semanas después de la hemorragia y permaneces estables durante meses en el interior del ojo.

## Diagnóstico
Este tipo de glaucoma se sospecha cuando se produce una elevación importante de la presión intraocular varias semanas después de una hemorragia vítrea, de un traumatismo ocular o de cirugía ocular. Al observar el ojo con una lámpara de hendidura, se ve en cámara anterior una profusión de pequeños agregados, así como depósitos de color caqui en el trabéculum. Puede confirmarse el diagnóstico obteniendo una muestra y analizándola mediante técnicas de citología para comprobar la existencia de células fantasma.

## Tratamiento
Se basa en el uso de medicamentos para disminuir la presión intraocular y en la irrigación y lavado de la cámara anterior para eliminar las células fantasma. Puede ser preciso realizar otras intervenciones como la trabeculectomía o la vitrectomía.